# Programa Chino de Exploración Lunar
El Programa Chino de Exploración Lunar (CLEP por sus siglas en inglés; chino: 中国探月; pinyin: Zhōngguó Tànyuè), también conocido como Proyecto Chang'e (chino: 嫦娥工程; pinyin: Cháng'é Gōngchéng) en honor a la diosa lunar china Chang'e, es una serie de misiones lunares robóticas en curso de la Administración Espacial Nacional China (CNSA). El programa incorpora orbitadores lunares, aterrizadores, rovers y naves espaciales de retorno de muestras, lanzados con cohetes Larga Marcha. Los lanzamientos y los vuelos son supervisados por un sistema de telemetría, seguimiento y mando (TT&C), que utiliza antenas de radio de 50 metros en Pekín y antenas de 40 metros en Kunming, Shanghái y Ürümqi para formar una antena VLBI de 3.000 kilómetros. Un sistema de aplicación terrestre propio se encarga de la recepción de datos de enlace descendente. 
Ouyang Ziyuan, geólogo, cosmólogo químico y científico jefe del programa, fue uno de los primeros en abogar por la explotación no sólo de las reservas lunares conocidas de metales como el titanio, sino también del helio-3, un combustible ideal para las futuras centrales de fusión nuclear. Ye Peijian es el comandante y diseñador jefe del programa. El científico Sun Jiadong es el diseñador general del programa y Sun Zezhou es el diseñador general adjunto. El director del programa es Luan Enjie.
La primera nave espacial del programa, el orbitador lunar Chang'e 1, fue lanzada desde el Centro de Lanzamiento de Satélites de Xichang el 24 de octubre de 2007, tras haber sido retrasada respecto a la fecha inicialmente prevista del 17 al 19 de abril de 2007. Un segundo orbitador, Chang'e 2, fue lanzado el 1 de octubre de 2010. Chang'e 3, que incluye un módulo de aterrizaje y un rover, fue lanzado el 1 de diciembre de 2013 y aterrizó con éxito en la Luna el 14 de diciembre de 2013. Chang'e 4, que incluye un módulo de aterrizaje y un rover, se lanzó el 7 de diciembre de 2018 y aterrizó el 3 de enero de 2019 en la cuenca del Polo Sur-Aitken, en la cara más lejana de la Luna. Una misión de retorno de muestras, Chang'e 5, que se lanzó el 23 de noviembre de 2020 y regresó el 16 de diciembre del mismo año, trajo a la Tierra 1.731 g de muestras lunares.
Como indica la insignia oficial, la forma de una creciente lunar caligráfica con dos huellas humanas en su centro que recuerdan el carácter chino 月, el carácter chino para "Luna", el objetivo final del programa es allanar el camino para una misión tripulada a la Luna. El jefe de la Administración Espacial Nacional de China, Zhang Kejian, anunció que China tiene previsto construir una estación de investigación científica en el polo sur de la Luna "en los próximos 10 años" (2019-2029).

## Estructura del programa
El Programa Chino de Exploración Lunar se divide en cuatro fases operativas principales, y cada misión sirve como demostrador de tecnología en preparación para futuras misiones. China invita a la cooperación internacional en forma de diversas cargas útiles y una estación robótica.

### Fase 1: Misiones orbitales
La primera fase consistió en el lanzamiento de dos orbitadores lunares, que ya se ha completado.
- Chang'e 1, lanzado el 24 de octubre de 2007 a bordo de un cohete Larga Marcha 3A, escaneó toda la Luna con un detalle sin precedentes, generando un mapa 3D de alta definición que serviría de referencia para futuros alunizajes. La sonda también cartografió la abundancia y distribución de varios elementos químicos en la superficie lunar como parte de una evaluación de recursos potencialmente útiles.
- Chang'e 2, lanzada el 1 de octubre de 2010 a bordo de un cohete Larga Marcha 3C, llegó a la Luna en menos de 5 días, frente a los 12 días de Chang'e 1, y cartografió la Luna con un detalle aún mayor. A continuación, abandonó la órbita lunar y se dirigió al puntode lagrange L2 Tierra-Sol para probar la red TT&C. Una vez hecho esto, completó un sobrevuelo del asteroide (4179) Toutatis el 13 de diciembre de 2012, antes de dirigirse al espacio profundo para seguir probando la red TT&C.

### Fase 2: Aterrizadores/rovers
La segunda fase está en curso, e incorpora naves espaciales capaces de aterrizar suavemente en la Luna y desplegar rovers lunares.
- Chang'e 3, lanzada el 2 de diciembre de 2013 a bordo de un cohete Larga Marcha 3B, aterrizó en la Luna el 14 de diciembre de 2013. Llevaba consigo un rover lunar de 140 kilogramos llamado Yutu, que estaba diseñado para explorar un área de 3 kilómetros cuadrados durante una misión de 3 meses. También debía realizar observaciones en el ultravioleta de galaxias, núcleos galácticos activos, estrellas variables, binarias, novas, cuásares y blazares, así como de la estructura y la dinámica de la plasmasfera terrestre.
- Chang'e 4 fue lanzado el 7 de diciembre de 2018. Previsto originalmente para 2015, era una reserva para Chang'e 3. Sin embargo, como resultado del éxito de esa misión, se ajustó la configuración de Chang'e 4 para la siguiente misión.[8] Aterrizó el 3 de enero de 2019 en la cuenca del Polo Sur-Aitken, en la cara más lejana de la Luna, y desplegó el rover Yutu-2.[9]

### Fase 3: Retorno de muestras
La tercera fase incluía una misión de retorno de muestras lunares.
- Chang'e 5-T1 se lanzó el 23 de octubre de 2014. Fue diseñada para probar la nave espacial de retorno lunar.
- Chang'e 5 se lanzó el 23 de noviembre de 2020, aterrizó cerca de Mons Rümker en la Luna el 1 de diciembre de 2020, y regresó a la Tierra con 2 kilogramos de suelo lunar el 16 de diciembre de 2020, siendo la primera vez en más de 40 años que se logra esto.[10]

### Fase 4: Estación robótica de investigación lunar
Una vez realizada la fase de "3 pasos", lo siguiente es el desarrollo de una estación de investigación lunar autónoma cerca del polo sur de la Luna.
- Chang'e 6, cuyo lanzamiento está previsto para 2024, investigará la topografía, la composición y la estructura del subsuelo de la cuenca del Polo Sur-Aitken. La misión devolverá muestras a la Tierra.[13]
- Chang'e 7, cuyo lanzamiento está previsto para 2024, es una misión que explorará el polo sur en busca de recursos.[14][15] La misión incluirá un orbitador, un módulo de aterrizaje, un rover y una minisonda voladora.[16]
- Chang'e 8, cuyo lanzamiento está previsto para 2027, verificará la utilización y el desarrollo de los recursos naturales.[17][18] Puede incluir un módulo de aterrizaje, un rover y un detector volador,[19] así como un experimento de impresión en 3D que utilizará la utilización de recursos in situ (ISRU) para probar la construcción de una estructura, También transportará un pequeño experimento de ecosistema sellado. Probará la tecnología necesaria para la construcción de una base científica lunar.[20]

### Fase de misión tripulada
A partir de 2019, China estaba revisando los estudios preliminares para una misión de aterrizaje lunar con tripulación en la década de 2030, y posiblemente la construcción de un puesto de avanzada cerca del polo sur lunar con la cooperación internacional.

### 2035: Base lunar internacional y aplicación
En 2021, China y Rusia anunciaron que construirán juntos una base lunar, también invitaron formalmente a más países y organizaciones internacionales a unirse a su proyecto de Estación Internacional de Investigación Lunar (ILRS) que están desarrollando las dos naciones.

## Lista de misiones

### Misiones llevadas a cabo
| Misión       | Fecha de lanzamiento    | Vehículo de lanzamiento | Fecha de inserción orbital | Fecha de aterrizaje     | Fecha de retorno        | Notas | Estado           | Estado           |
| Misión       | Fecha de lanzamiento    | Vehículo de lanzamiento | Fecha de inserción orbital | Fecha de aterrizaje     | Fecha de retorno        | Notas | Misión principal | Misión extendida |
| ------------ | ----------------------- | ----------------------- | -------------------------- | ----------------------- | ----------------------- | --- | ---------------- | ---------------- |
| Misión       | Fecha de lanzamiento    | Vehículo de lanzamiento | Fecha de inserción orbital | Fecha de aterrizaje     | Fecha de retorno        | Notas | Fase 1           |                  |
| Chang'e 1    | 24 de octubre de 2007   | Larga Marcha 3A         | 7 de noviembre de 2007     | 1 de marzo de 2009      | -                       | Orbitador lunar; primera misión lunar china. | Éxito            | -                |
| Chang'e 2    | 1 de octubre de 2010    | Larga Marcha 3C         | 6 Ode octubre de 2010      | -                       | -                       | Orbitador lunar; tras la misión en órbita lunar voló en misión ampliada a (4179) Toutatis. | Éxito            | Éxito            |
| Fase 2       |                         |                         |                            |                         |                         | |                  |                  |
| Chang'e 3    | 1 de diciembre de 2013  | Larga Marcha 3B         | 6 de diciembre de 2013     | 14 de diciembre de 2013 | -                       | Aterrizaje lunar y rover; primer alunizaje chino, aterrizó en Mare Imbrium con Yutu. | Éxito            | -                |
| Queqiao 1    | 20 de mayo de 2018      | Larga Marcha 4C         | 14 de junio de 2018        | -                       | -                       | Satélite de retransmisión situado en el punto L2 Tierra-Luna para permitir las comunicaciones con Chang'e 4. | En proceso       | -                |
| Chang'e 4    | 7 de diciembre de 2018  | Larga Marcha 3B         | 12 de diciembre de 2018    | 3 de enero de 2019      | -                       | Aterrizaje lunar y rover; primer aterrizaje suave en la cara oculta de la Luna, aterrizó en el cráter Von Kármán con Yutu 2. | En proceso       | -                |
| Fase 3       |                         |                         |                            |                         |                         | |                  |                  |
| Chang'e 5-T1 | 23 de octubre de 2014   | Larga Marcha 3C         | 10 de enero de 2015        | -                       | 31 de octubre de 2014   | Vuelo experimental de prueba de tecnologías antes de la primera devolución de muestras lunares; se probaron técnicas de retorno de la cápsula y de encuentro autónomo en órbita lunar y otras maniobras.                                                                  | Éxito            | En proceso       |
| Chang'e 5    | 23 de noviembre de 2020 | Larga Marcha 5          | 28 de noviembre de 2020    | 1 de diciembre de 2020  | 16 de diciembre de 2020 | Orbitador lunar, módulo de aterrizaje y retorno de muestras; que aterrizó cerca de Mons Rümker y devolvió a la Tierra 1731 g de suelo lunar. El módulo de servicio realizó una visita al punto de Lagrange L1 y también realizó un sobrevuelo lunar en misión prolongada. | Éxito            | En proceso       |

### Próximas misiones
| Misión    | Fecha de lanzamiento | Vehículo de lanzamiento | Tipo de misión                 | Notas |
| --------- | -------------------- | ----------------------- | ------------------------------ | --- |
| Fase 4    |                      |                         |                                | |
| Chang'e 6 | 2024                 | Larga Marcha 5          | Retorno de muestras lunares    | Orbitador lunar, módulo de aterrizaje y retorno de muestras; está previsto que aterrice en la cuenca South Pole-Aitken, cerca del polo sur lunar.                           |
| Chang'e 7 | 2024                 | Larga Marcha 5          | Estudio de la superficie lunar | Orbitador lunar, módulo de aterrizaje, rover y minisonda voladora; se espera que realice una exploración en profundidad del polo sur lunar para buscar recursos.            |
| Chang'e 8 | 2027                 | Larga Marcha 5          | Estudio de la superficie lunar | Actualmente se desconocen todos los detalles de la misión; podría probar nuevas tecnologías, incluido un sistema ISRU, antes de la futura exploración tripulada de la Luna. |

## Tecnologías clave

### TT&C de largo alcance
El mayor reto de la fase 1 del programa fue el funcionamiento del sistema de TT&C, ya que su capacidad de transmisión necesitaba un alcance suficiente para comunicarse con las sondas en órbita lunar. La telemetría satelital estándar de China tenía un alcance de 80.000 kilómetros, pero la distancia entre la Luna y la Tierra puede superar los 400.000 kilómetros cuando la Luna está en el apogeo. Además, las sondas Chang'e tuvieron que realizar muchas maniobras de actitud durante sus vuelos a la Luna y durante las operaciones en la órbita lunar. La distancia que atraviesa China de este a oeste es de 5.000 kilómetros, lo que constituye otro reto para la continuidad del TT&C. En la actualidad, la combinación del sistema de TT&C y la red de observación astronómica china ha satisfecho las necesidades del programa Chang'e, pero sólo por un pequeño margen.

### Adaptabilidad ambiental
La complejidad del entorno espacial encontrado durante las misiones Chang'e impuso estrictos requisitos de adaptabilidad ambiental y fiabilidad de las sondas y sus instrumentos. El entorno de alta radiación en el espacio Tierra-Luna exigía una electrónica reforzada para evitar daños electromagnéticos en los instrumentos de la nave. El rango de temperaturas extremas, desde los 130 grados C° en el lado de la nave que mira al Sol hasta los -170 grados C° en el lado que se aleja del Sol, impuso requisitos estrictos para el control de la temperatura en el diseño de los detectores.

### Diseño de la órbita y control de la secuencia de vuelo
Dadas las condiciones del sistema de tres cuerpos de la Tierra, la Luna y una sonda espacial, el diseño de la órbita de los orbitadores lunares es más complicado que el de los satélites en órbita terrestre, que sólo se ocupan de un sistema de dos cuerpos. Las sondas Chang'e 1 y Chang'e 2 fueron enviadas primero a órbitas terrestres muy elípticas. Tras separarse de sus vehículos de lanzamiento, entraron en una órbita de transferencia Tierra-Luna mediante tres aceleraciones en la órbita de fase modulada. Estas aceleraciones se llevaron a cabo a las 16, 24 y 48 horas de las misiones, durante las cuales se realizaron varios ajustes de órbita y maniobras de actitud para asegurar la captura de las sondas por la gravedad lunar. Tras operar en la órbita Tierra-Luna durante 4-5 días, cada sonda entró en una órbita de adquisición lunar. Tras entrar en sus órbitas objetivo, realizar tres maniobras de frenado y experimentar tres fases orbitales diferentes, Chang'e 1 y Chang'e 2 llevaron a cabo sus misiones.

### Control de la altitud
Los orbitadores lunares tienen que permanecer correctamente orientados con respecto a la Tierra, la Luna y el Sol. Todos los detectores de a bordo deben mantenerse orientados hacia la superficie lunar para completar sus misiones científicas, las antenas de comunicación tienen que estar orientadas hacia la Tierra para recibir comandos y transferir datos científicos, y los paneles solares deben estar orientados hacia el Sol para adquirir energía. Durante la órbita lunar, la Tierra, la Luna y el Sol también se mueven, por lo que el control de actitud es un complejo proceso de control de tres vectores. Los satélites Chang'e deben ajustar su actitud con mucho cuidado para mantener un ángulo óptimo hacia los tres cuerpos.

### Prevención de riesgos
Durante la segunda fase del programa, en la que las naves espaciales debían aterrizar suavemente en la superficie lunar, fue necesario idear un sistema de evitación automática de peligros para que los aterrizadores no intentaran tocar tierra en un terreno inadecuado. El Chang'e 3 utilizó un sistema de visión por ordenador en el que los datos de una cámara orientada hacia abajo, así como de 2 dispositivos de alcance, se procesaron mediante un software especializado. El programa informático controló las etapas finales del descenso, ajustando la actitud de la nave y el acelerador de su motor principal. La nave se mantuvo primero a 100 metros y luego a 30 metros, mientras buscaba un lugar adecuado para posarse. El rover Yutu también está equipado con cámaras estereoscópicas frontales y tecnología para evitar peligros.